# Hennersdorf (Basse-Autriche)
Pour les articles homonymes, voir Hennersdorf.
Hennersdorf est une commune autrichienne du district de Mödling en Basse-Autriche.